# Omignon
Der Omignon ist ein Fluss in Frankreich, der in der Region Hauts-de-France verläuft. Sein Quellbach hat seinen Ursprung im Gemeindegebiet von Bellenglise, direkt neben dem Canal de Saint-Quentin, bei dessen Errichtung der Bach offensichtlich umgeleitet und verkürzt wurde. Er entwässert zunächst mit geringer Wasserführung, unterquert die Autobahn A26 und erreicht den Ort Pontru, wo weitere Quellbäche dazu stoßen. Ab hier durchfließt er ein auenreiches Tal, das immer wieder von kleinen Seen und Feuchtwiesen durchsetzt ist, in Richtung Südwest bis West und mündet nach insgesamt rund 32 Kilometern im Gemeindegebiet von Brie als rechter Nebenfluss in die Somme. Auf seinem Weg durchquert der Omignon die Départements Aisne und Somme.

## Orte am Fluss
- Bellenglise
- Pontruet
- Pontru
- Vermand
- Caulaincourt
- Monchy-Lagache
- Athies
- Ennemain
- Saint-Christ-Briost